# Dome (azienda)
La Dome Co. Ltd (株式会社童夢?, Kabushiki Kaisha Dōmu), letteralmente "sogno di bambino", è un costruttore automobilistico giapponese, principalmente coinvolto nella costruzione di vetture sportive, sia a ruote coperte che scoperte.

## La storia

### Le radici

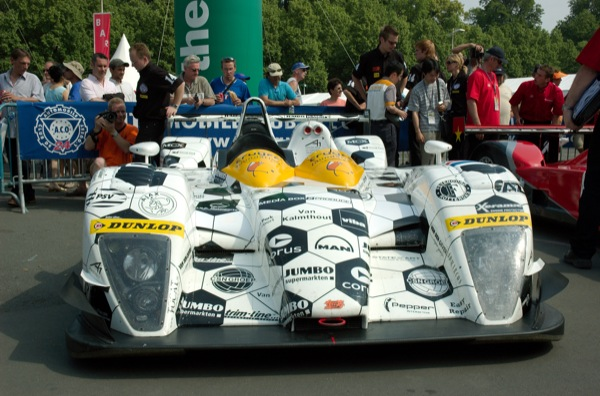
Una Dome S101hb del team Racing for Holland alla 24 Ore di Le Mans 2006.

Le radici della casa partono dal 1965; in quell'anno Minoru Hayashi costruì la prima vettura sportiva, basandosi sul telaio della Honda S600. Appartenente a Tojiro Ukiya, fu ribattezzata, a causa della sua forma, "Karasu" (corvo in giapponese). Pur se costruita con un piccolo budget e in un tempo ridotto nella Karasau veniva enfatizzata la ricerca del peso più ridotto e della più spinta aerodinamica, grazie all'impiego di materiali rinforzati con fibre a matrice polimerica (FRP). La vettura fece il suo debutto alla Suzuka Clubman Race, malgrado la mancanza di esperienza di Hayashi nel settore delle vetture sportive. Nel 1966 fu il turno della "Macransa", sempre basata sul pianale della Honda S800, a competere nel Gran Premio del Giappone, seguita poi, tre anni più tardi, dalla "Kusabi", una vettura di Formula Junior, e dalla "Panic" nel 1971.

### La nascita della Dome
Nel 1975,  a Takaragaike, vicino a Kyoto, Hayashi creò la Dome con l'intento di dare vita a un costruttore automobilistico di piccole dimensioni, in cui però l'apporto tecnologico derivato dalle vetture sportive fosse preponderante.
Nel 1978 venne creata la prima concept car stradale, la Dome Zero (童夢-零) spinta da un motore Nissan L28, che venne presentata al salone automobilistico di Ginevra. L'anno seguente la Dome creò la versione per il pubblico della Zero, chiamata  Dome P2, che fu presentata ai saloni di Chicago e Los Angeles. Tuttavia la vettura non ottenne l'omologazione del governo giapponese e non venne mai prodotta, in serie. Il prototipo della P2, modificato al retrotreno per accogliere il motore Cosworth DFV e con un'aerodinamica rivista mediante l'uso di una lunga coda a sbalzo, partecipò alla 24 Ore di Le Mans 1979 col nome di Dome Zero RL e anche alle edizioni successive, in versione evoluta, senza però ottenere risultati di rilievo.
La Dome proseguì nella creazione di vetture sport per il dipartimento sportivo della Toyota, il Tom's. Queste vetture, che competevano nel campionato nazionale denominato All Japan Super Silhouette Championship, vennero poi usate nelle gare del gruppo C  del All Japan Sports Prototype Championship, nel quale partecipavano vetture del Campionato del Mondo Sport Prototipi. Al termine del decennio la Dome iniziò invece a collaborare con la Honda.

### La Hayashi
Successivamente Minoru Hayashi aiutò il cugino Masakazu Hayashi (che produceva già ruote in alluminio per vetture) a creare la sua casa di vetture formula, la Hayashi. Dopo aver prodotto vetture per il campionato giapponese di Formula Junior 1600 per dieci anni, i due crearono la prima vettura di Formula 3, la "Hayashi 803". Questo modello venne seguito poi dalla "Hayashi 320" nel 1981, disegnata da Masao Ono, già designer delle Kojima KE007 e KE009, vetture che parteciparono ai primi due Gran premi del Giappone validi per il mondiale di Formula 1 nel 1976 e 1977.
Con una Hayashi 320 Osamu Nakako vinse il titolo 1981 della F3 giapponese. Una 320 modificata per la Formula Atlantic, e col motore Toyota, vinse il prestigioso Gran Premio di Macao dello stesso anno col pilota statunitense Bob Earl. La vettura seguente, la 321, ebbe vita sportiva più breve. Ono passò a disegnare per la Dome vetture sport e la Hayashi Racing impiegò una vettura Ralt per rivincere il titolo giapponese di F3 nel 1982, con Kengo Nakamoto.
Nel 1984 la Hayashi 322 fu nuovamente vincente nel campionato di F3 con Shuji Hyodo.  Anche l'anno seguente il modello Hayashi 330 fu competitivo, tanto da vincere una gara e consentire a Syuuji Hyoudou di giungere terzo nel campionato. La 331 del 1986 fu meno competitiva. Una crisi nel mercato delle ruote d'alluminio costrinse la Hayashi ad abbandonare il mondo delle corse.

### Il ritorno alla costruzione di vetture stradali
Nel 1988 la Dome ritornò al design di vetture stradali con la creazione dello studio Jiotto Design. Il prodotto fu la Jiotto Caspita, che però non entrò mai in produzione, a causa della recessione economica.

### La Formula Nippon
La Dome partecipò, dalla fine degli anni ottanta, nuovamente a campionati nazionali per vetture a ruote scoperte, passando al Campionato giapponese di F3000. Impiegò piloti come Jan Lammers, Keiji Matsumoto, Ross Cheever e Thomas Danielsson, senza però inizialmente costruire vetture apposite ma impiegando telai costruiti dalla Lola o dalla Reynard.
Ciò prosegui fino al 1991, quando la Dome fece il debutto come costruttore nella categoria, con una vettura, la "F102", a motore Mugen. L'anno seguente ottenne la prima affermazione con Marco Apicella, su "F103", nella All Japan F3000 Championship Race in Autopolis sul circuito omonimo. Nuova vittoria nel 1993 sempre con Apicella nella Sugo Inter Formula.
Sempre col pilota italiano Apicella, a bordo della "F104", venne ottenuto il titolo 1994, condito da tre gran premi vinti, due pole e 5 giri veloci. Fu la prima, e unica, volta che il campionato nazionale di F3000 fu ad appannaggio di una vettura di produzione nipponica. L'impegno nella categoria, ribattezzata Formula Nippon dal 1996, continuò fino al 1997 con piloti come Shinji Nakano, Katsumi Yamamoto e Juichi Wakisaka ma con risultati molto più modesti.

### L'approccio con la Formula 1
Nel 1995 Tadashi Sasaki arrivò alla Dome e poco dopo la compagnia annunciò il progetto di entrare in Formula 1, iniziando col testare con una vettura disegnata da Akiyoshi Uko, denominata Dome F105, utilizzante la trasmissione e il sistema idraulico della Minardi.
Apicella fu nominato test driver per la stagione 1996, anche se successivamente altri test vennero condotti da piloti nipponici, quali Nakano e Naoki Hattori. L'entrata nel circus, pianificata per la stagione 1997, non andò a buon fine; la progettata Dome F106 non venne mai completata sia a causa della mancanza di fondi che del rifiuto della Mugen di fornire i propulsori. Nel 1999 tutto il lavoro di sviluppo venne fatto proprio dalla Honda, coinvolta nella partnership con la British American Racing.

### Progetti seguenti

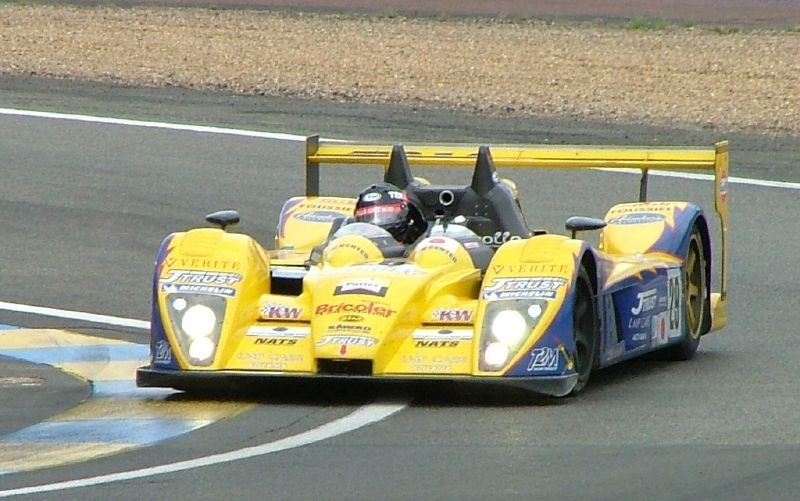
Una Dome S101.5 della T2M Motorsport in gara nel 2007.

Nel 1999 la Dome creò la sua filiale inglese, la Dome Cars Ltd. , e costruì il Dome Tunnel a Maihara, nella Prefettura di Shiga, la galleria del vento, inizialmente sorta per supportare l'impegno in F1, poi destinata a quello nell'All-Japan Grand Touring Car Championship, nel quale la Dome partecipa dal 1996, sia come team, che a supporto di altre scuderie dello sviluppo della Honda NSX. La Dome cura anche lo sviluppo dell'aerodinamica nel JTCC della Honda Accord.
Nel 2001 venne creato il DOME Carbon Magic a Mishima, nella Prefettura di Shizuoka, per lo sviluppo delle componenti in carbonio delle vetture. La Dome continua poi nello sviluppo della HSX nella nuova Super GT series che sostituito l'All-Japan Grand Touring Car Championship.
La Dome ha inoltre sviluppato il prototipo S101 in forza al nuovo regolamento della 24 Ore di Le Mans dal 2007. La nuova vettura è stata denominata S101.5. La S101 venne portata in gara dal Racing for Holland, giungendo 25ª nella LMP1. Nel 2008 la Dome ha introdotto il cockpit chiuso per la vettura denominata S102, della categoria Le Mans Prototype 1 (LMP1); la vettura, che ha partecipato alla prestigiosa gara francese, gestita dalla stessa Dome, è giunta 33ª, a 101 giri dai primi.
Nel 2012 porta in pista una nuova vettura gestita dalla Pescarolo Sport alla 6H di Spa e alla 24 ore di Le Mans. Nella gara francese la vettura non viene classificata, mentre in quella belga giunge quindicesima.